# Stadthaus (Schaffhausen)

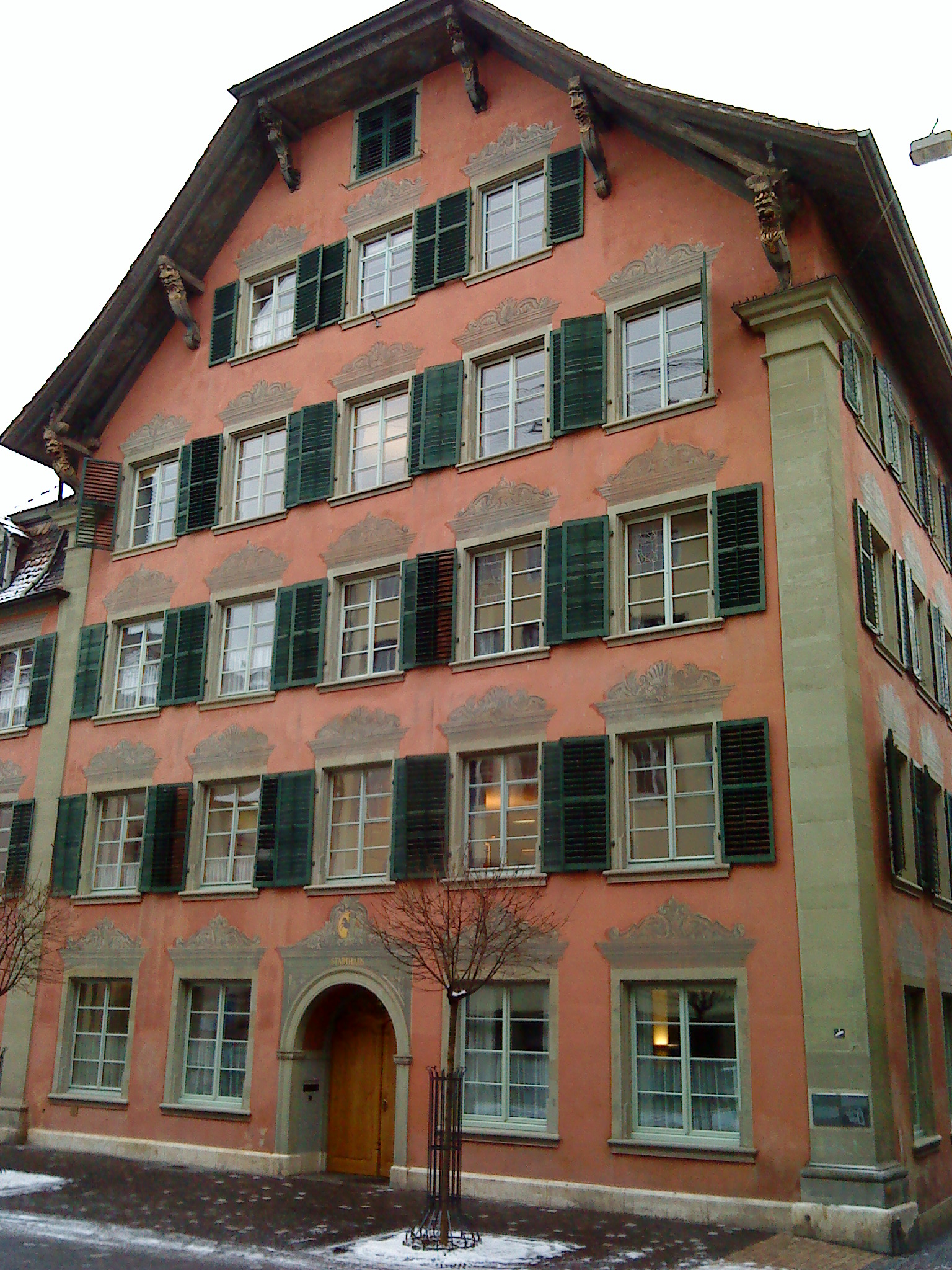
Stadthaus von Schaffhausen

Das spätbarocke Stadthaus in Schaffhausen wurde 1730 als Haus „Zur Freudenquelle“ am Standort der früheren Barfüsserkirche errichtet. Es enthält ein abgewalmtes Satteldach. 1771 wurden im Stil des Rokoko ein Mansardenpavillon und eine Terrasse angebaut. Im Erdgeschoss befindet sich eine Deckenplastik von Johann Ulrich Schnetzler aus dem Jahr 1733. Sie stellt ein Kind mit Kreuz und Bibel vor Pallas Athene mit dem Wappenschild von Brunn dar. Vom selben Künstler stammen Stuckaturen und ein Deckengemälde im 2. Obergeschoss, im heutigen Stadtratssaal. 1838 kaufte die Stadt die Liegenschaft und erkor sie 1839 zum Stadthaus. 1983–85 folgte eine Aussenrenovation. Die ursprüngliche Architekturmalerei wurde freigelegt bzw. wiederhergestellt.

## Quelle
- Infotafel am Gebäude